# 毛叶黄檀
毛叶黄檀（学名：Dalbergia sericea）为豆科黄檀属下的一个种。

## 扩展阅读
- 維基物種上的相關：毛叶黄檀